# Lepidorhombus

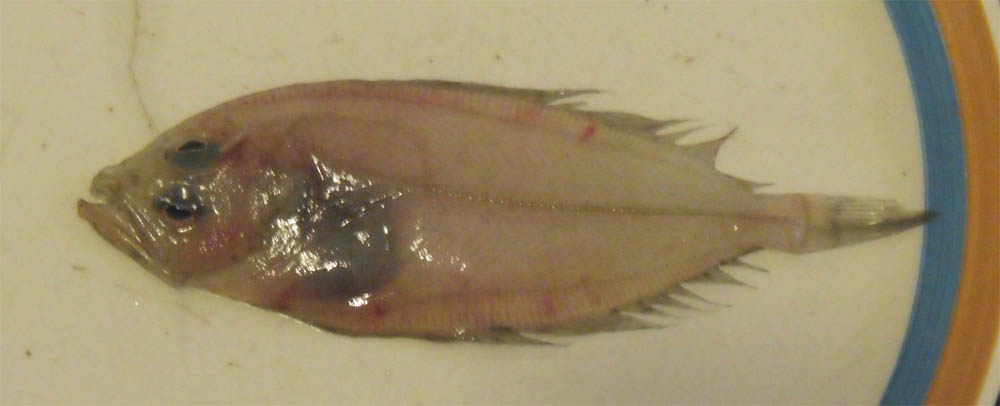
L. whiffiagonis

Lepidorhombus è un genere di pesci ossei marini appartenenti alla famiglia Scophthalmidae.

## Distribuzione e habitat
Questo genere è endemico dell'Oceano Atlantico nordorientale. Entrambe le specie sono presenti nel mar Mediterraneo.
Vivono su fondi sabbiosi e fangosi dei piani circalitorale e batiale.

## Specie
- Lepidorhombus boscii
- Lepidorhombus whiffiagonis